# Phytomyza podagrariae
Phytomyza podagrariae – gatunek muchówki z podrzędu krótkoczułkich i rodziny miniarkowatych.
Gatunek ten opisany został w 1954 roku przez Ericha Martina Heringa. Jest to jeden z trzech europejskich gatunków miniarek wyspecjalizowanych w żerowaniu na podagrycznikach. Na podstawie budowy narządów rozrodczych samców zaliczany do grupy gatunków P. obscurella.
Puparium czarne.
Miniarka ta została odkryta w ogrodzie botanicznym w Berlinie. Później została wykazana też z Czech, Litwy oraz Polski.